# عارف محرمف
عارف محرمف (به ترکی آذربایجانی: Məhərrəmov Arif Əli oğlu) نقاش و کارگردان آذربایجانی می‌باشد.

## زندگی‌نامه
عارف محرمف در ۵ اوت سال ۱۹۴۸ به دنیا آمده‌است. وی در سال‌های ۱۹۷۲ و ۱۹۸۱، به ترتیب از دانشکده نقاشی «مکتب دولتی نقاشی آذربایجان به نام عظیم عظیم‌زاده» و «مؤسسه سینمایی گراسیموف» در مسکو فارغ‌التحصیل شده‌است.
از سال ۱۹۸۱ به عنوان کارگردان هنری در ساخت چند فیلم و به عنوان مصور و کارگردان در تهیه کارتن‌ها کار کرده‌است. نقاشی‌های وی در نمایشگاه‌های ترتیب یافته در آذربایجان و برخی کشورهای خارجی در معرض نمایش گذاشته شده‌است. این هنرمند مجرب عضو اتحادیه‌های نقاشان جمهوری‌های آذربایجان و لتونی است.
عارف محرمف به خاطر فعالیتهای خود در پیشرفت صنعت فیلم‌سازی جمهوری آذربایجان، نام «خادم هنر افتخاری» را در ۱۸ دسامبر سال ۲۰۰۰ دریافت نموده‌است.